# فرانسيسكو مولينيرو
فرانسيسكو مولينيرو (الإسبانية: Francisco José Molinero Calderón)؛ (26 يوليو 1985 — ) هو لاعب كرة قدم، من مواليد مدينة أونتيجولا، يلعب في مركز مدافع.

## وصلات خارجية
- فرانسيسكو مولينيرو على موقع الاتحاد الدولي (مؤرشف)  (الإنجليزية)
- فرانسيسكو مولينيرو على موقع قاعدة بيانات كرة القدم.إي يو (الإنجليزية)
- فرانسيسكو مولينيرو على موقع Soccerbase.com (لاعب) (الإنجليزية)
- فرانسيسكو مولينيرو على موقع Soccerway.com (الإنجليزية)
- فرانسيسكو مولينيرو على موقع AS.com (الإسبانية)